# Kallinge kyrka

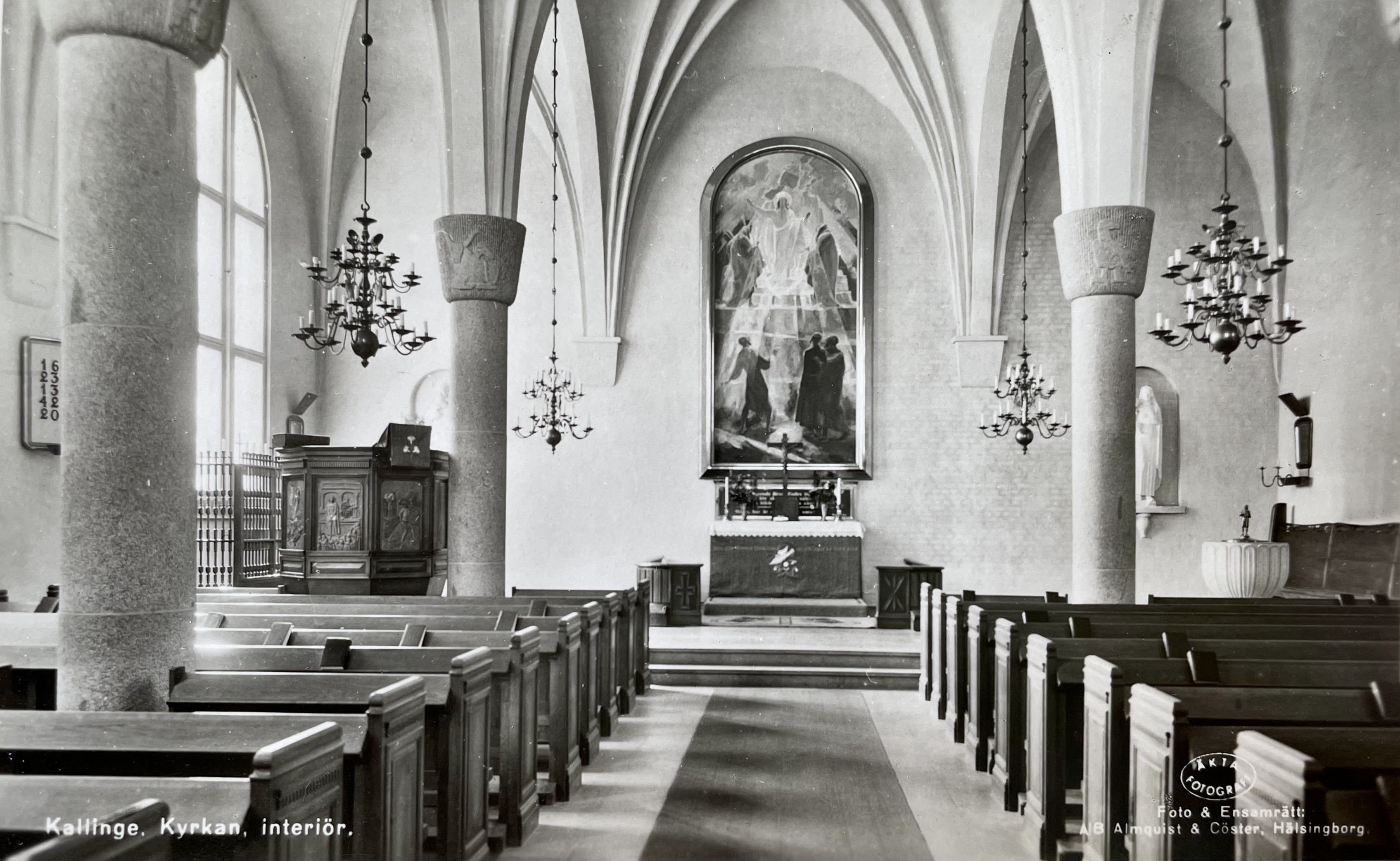
Kallinge kyrka, interiör.

Kallinge kyrka är en kyrkobyggnad i Ronneby församling. Kyrkan ligger mitt i tätorten Kallinge, fyra kilometer norr om Ronneby centrum.

## Kyrkobyggnaden
Kyrkan, som är ritad av arkitekten Herbert Kockum i Stockholm, uppfördes 1937-1939 och invigdes 1939 av dåvarande biskopen Edvard Magnus Rodhe. Den är mycket ovanlig då den är orienterad åt väster istället för det normala åt öster. Mitt på långhusets norra sida står ett kyrktorn. Kyrkorummet är treskeppigt och har ett innertak med nio tegelvalv. Koret täcks av ett stjärnvalv medan kyrkans övriga valv är kryssvalv.

## Inventarier
- Altartavlan är en oljemålning från 1939 målad av Olle Hjortzberg. Motivet är Kristi förklaring och har följande text inskrivet:

Hans utseende förvandlades inför dem:
hans ansikte sken såsom solen
och ahsn kläder blevo vita såsom ljuset.
"Herre, här är oss gott att vara!"
Matt. 17: 2,4.
- I koret finns en dopfunt i granit ritad av Herbert Kockum och locket föreställande Johannes döparen med ett kors är ritad av Wilhelm Gieseke.
- På altaret står ett tabernakel av trä. Krucifixet köptes före 1935 i Oberammergau och sockeln tillverkades av P. E. Olsson i Johannishus år 1939. Den har följande inskrift: JESUS SADE DETTA ÄR MIN LEKAMEN GÖREN DETTA TILL MIN ÅMINNELSE. SE NU STÅR GUDS TABERNAKEL BLAND MÄNNISKORNA OCH HAN SKALL BO

IBLAND DEM OCH DE SKOLA VARA HANS FOLK
- I tornet hänger två klockor. Ena klockan är från 1897 och kommer ursprungligen från det intilliggande Brukskapellet. Den andra klockan är från 1938 då kyrkobyggnaden uppfördes.
- 6 stycken altarljus tillverkade 1979 av metalslöjden i Gusum.
- I kyrkan finns 2 inristade tavlor som tillverkades år 1939 av Wilhelm Gieseke, föreställande Ansgar och Haquin Spegel. Med följande texter:

HAQUIN SPEGEL 
i karolinernas tidevarv
ledare och lärare i Sveriges kyrka
helgjuten kristen, kraftfull och trosstark
i liv och ämbetsgärning,
i predikan inför konung och land,
i psalmer, som hans folk icke glömmer
son av Ronneby församling
ANSGAR
i vår historias gryningstid,
bland vedermödor och faror,
sänd att förkunna Kristi lära
hos hedniska daner och svear,
stiftare av Guds kyrka i Norden,
därefter länge dess vårdare under hårda tider
i bön och verksam gärning

### Takljusen
- 7 stycken ljushållare i taket, 1 på läktaren, och 3 vardera sidor längs med taket. De 4 lamporna närmast ingången har inskriptioner med olika psalmverser. De på vänster har följande från ingången:
  - Det första vänstra ljuset från ingången: DIG LJUSENS FADER, VARE PRIS: JAG FICK TILL RIKEDOM DET ONT, SOM GÖR DEN FROMME VIS OCH DEN VISE FROM. * SV. PS. 174. *
  - Det andra vänstra ljuset från ingången: DIG SKALL MIN SJÄL SITT OFFER BÄRA, O, FADER, SKAPARE OCH GUD. DIG VILL JAG MED MITT HJÄRTA ÄRA OCH DIG MED MINA LÄPPARS LJUD. * SV. PS. 15. *
  - Det första högra ljuset från ingången: KOM HELGE ANDE, TILL MIG IN, UPPLYS MIN SJÄL, UPPTÄND MITT SINN ATT JAG I DIG MÅ LEVA. * SV. PS. 132. *
  - Det andra högra ljuset från ingången: KÄRLEK AV HÖJDEN VÄRDES OSS BESKÅRA. LÄR OSS ATT LEVA HELT TILL DIN ÄRA. * SV. PS. 238. *

### Orgel
Orgeln med 21 stämmor är byggd 1939 av A. Mårtenssons Orgelfabrik, Lund. Orgeln är elektrisk och har fria och fasta kombinationer samt automatisk pedalväxling och registersvällare. Den har följande disposition:
| Huvudverk (I) C-g3 | Svällverk (II) C-g3 | Pedalverk (P) C-f1 | Koppel   |
| Kvintadena 16’     | Principal 8’        | Subbas 16’         | I/P      |
| Principal 8’       | Rörflöjt 8’         | Salicetbas 16 ’    | II/P     |
| Borduna 8’         | Salicional 8’       | Oktava 8’          | 4' II/P  |
| Oktava 4’          | Voix Céleste 8’     | Nachthorn 4’       | II/I     |
| Täckflöjt 4’       | Gemshorn 4’         | Trombon 16'        | 16' II/I |
| Oktava 2’          | Flöjt 4’            |                    | 4' II/I  |
| Mixtur 4-5 Chor    | Nasard 2 2⁄3’       |                    | 4’ I     |
| Trumpet 8’         | Blockflöjt 2 ’      |                    | 16' II   |
|                    | Tremulant           |                    |          |

## Bildgalleri

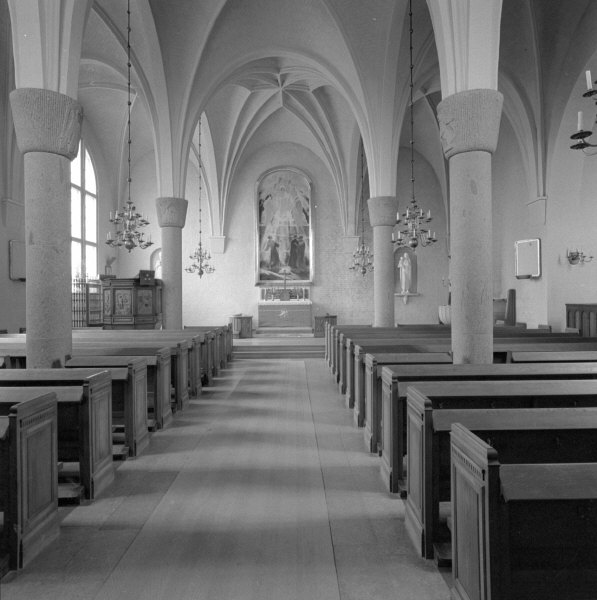
Kyrkorummet
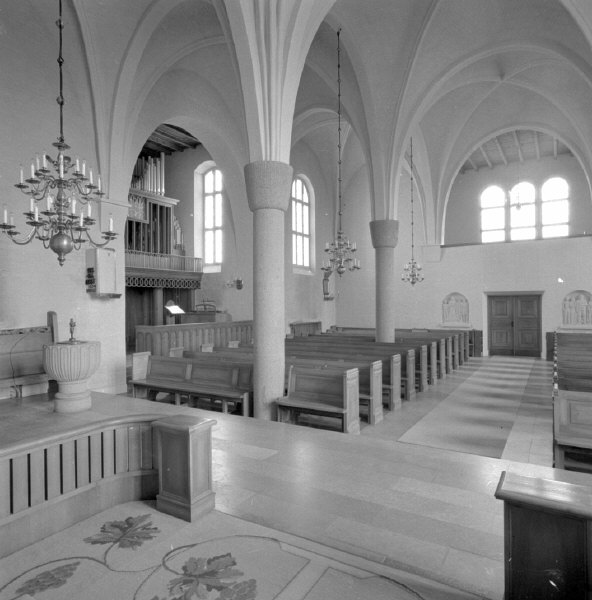
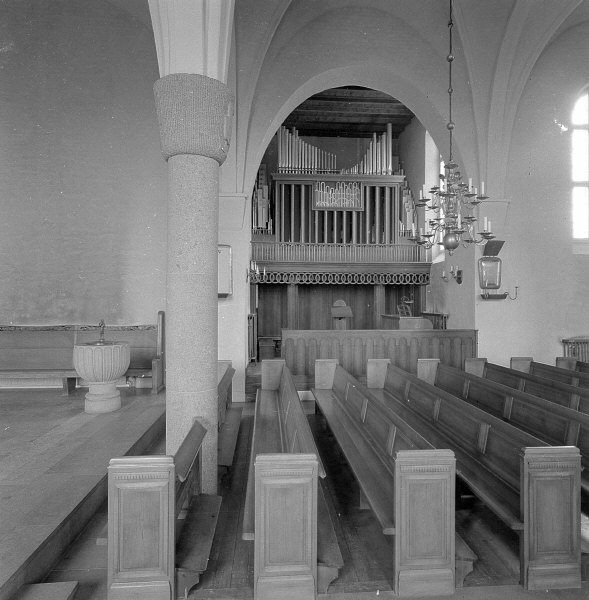
Interiör mot orgelläktaren
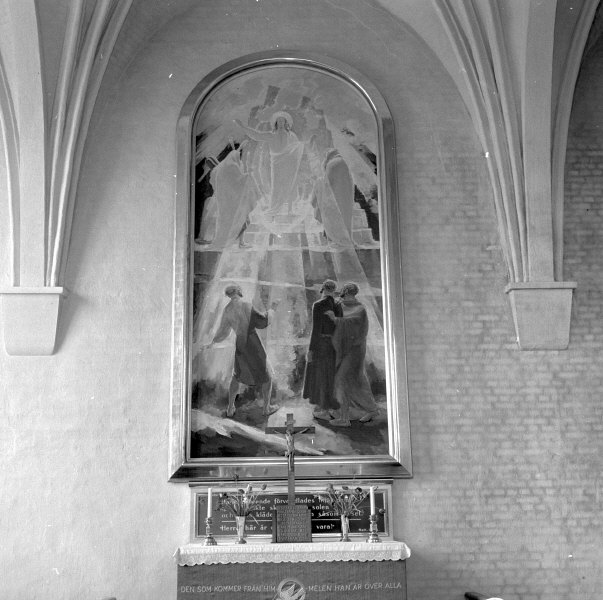
Altartavla, Kristi förklaring av Olle Hjortsberg 1939
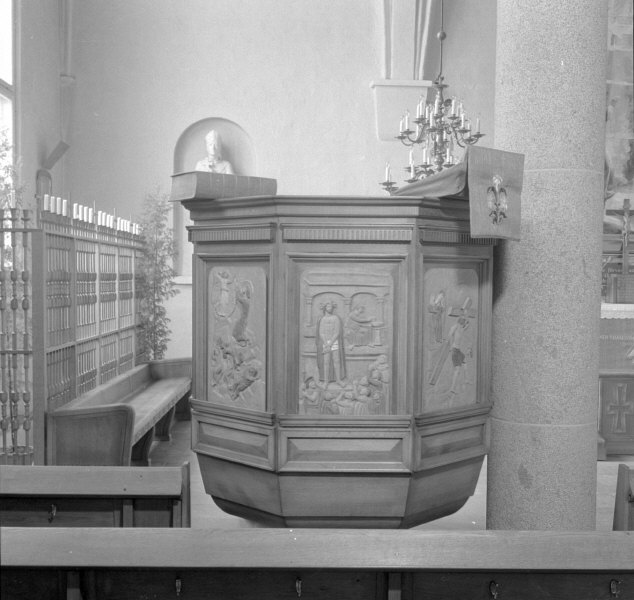
Predikstolen
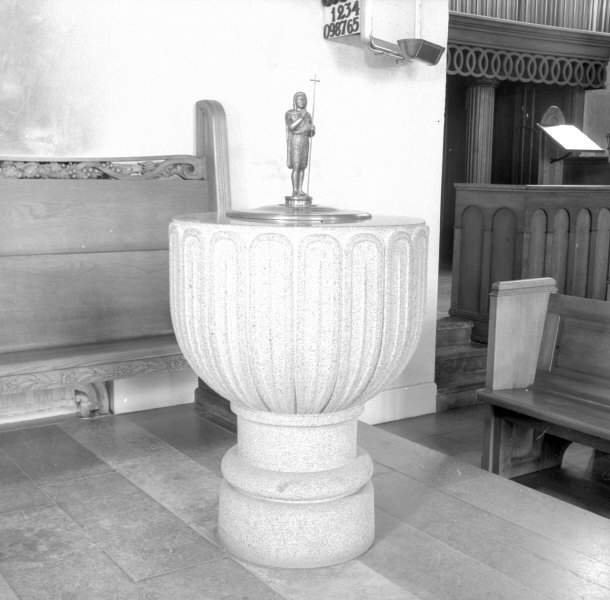
Dopfunten